# US Open 1979
Die 99. US Open 1979 waren ein Tennis-Hartplatzturnier der Klasse Grand Slam, das von der ITF veranstaltet wurde. Es fand vom 28. August bis 9. September 1979 in Flushing Meadow, New York, Vereinigte Staaten statt.
Titelverteidiger im Einzel waren Jimmy Connors bei den Herren sowie Chris Evert bei den Damen. Im Herrendoppel waren Bob Lutz und Stan Smith, im Damendoppel Billie Jean King und Martina Navratilova und im Mixed Betty Stöve und Frew McMillan  die Titelverteidiger.

## Herreneinzel

### Setzliste
| Nr. | Spieler          | Erreichte Runde |
| --- | ---------------- | --------------- |
| 01. | Björn Borg       | Viertelfinale   |
| 02. | Jimmy Connors    | Halbfinale      |
| 03. | John McEnroe     | Sieg            |
| 04. | Vitas Gerulaitis | Finale          |
| 05. | Roscoe Tanner    | Halbfinale      |
| 06. | Guillermo Vilas  | Achtelfinale    |
| 07. | Harold Solomon   | Achtelfinale    |
| 08. | Víctor Pecci     | 3. Runde        |

| Nr. | Spieler         | Erreichte Runde |
| --- | --------------- | --------------- |
| 09. | Eddie Dibbs     | Viertelfinale   |
| 10. | José Luis Clerc | Achtelfinale    |
| 11. | Brian Gottfried | Achtelfinale    |
| 12. | Wojciech Fibak  | 2. Runde        |
| 13. | Gene Mayer      | 3. Runde        |
| 14. | Tim Gullikson   | Achtelfinale    |
| 15. | Adriano Panatta | 1. Runde        |
| 16. | John Alexander  | 2. Runde        |

## Dameneinzel

### Setzliste
| Nr. | Spielerin           | Erreichte Runde |
| --- | ------------------- | --------------- |
| 01. | Chris Evert-Lloyd   | Finale          |
| 02. | Martina Navratilova | Halbfinale      |
| 03. | Tracy Austin        | Sieg            |
| 04. | Virginia Wade       | Viertelfinale   |
| 05. | Evonne Goolagong    | Viertelfinale   |
| 06. | Dianne Fromholtz    | Achtelfinale    |
| 07. | Wendy Turnbull      | 3. Runde        |
| 08. | Kerry Reid          | Viertelfinale   |

| Nr. | Spielerin        | Erreichte Runde |
| --- | ---------------- | --------------- |
| 09. | Billie Jean King | Halbfinale      |
| 10. | Greer Stevens    | Achtelfinale    |
| 11. | Kathy Jordan     | Achtelfinale    |
| 12. | Regina Maršíková | Achtelfinale    |
| 13. | Sue Barker       | 2. Runde        |
| 14. | Pam Shriver      | 1. Runde        |
| 15. | Ann Kiyomura     | 2. Runde        |
| 16. | Betty Stöve      | 2. Runde        |

## Herrendoppel

### Setzliste
| Nr. | Paarung                        | Erreichte Runde |
| --- | ------------------------------ | --------------- |
| 01. | Peter Fleming John McEnroe     | Sieg            |
| 02. | Wojciech Fibak Tom Okker       | 2. Runde        |
| 03. | Marty Riessen Sherwood Stewart | Halbfinale      |
| 04. | Bob Lutz Stan Smith            | Finale          |
| 05. | Brian Gottfried Raúl Ramírez   | 2. Runde        |
| 06. | Bob Hewitt Frew McMillan       | Viertelfinale   |
| 07. | Ilie Năstase Ion Țiriac        | 1. Runde        |
| 08. | Jan Kodeš Tomáš Šmíd           | 2. Runde        |

| Nr. | Paarung                          | Erreichte Runde |
| --- | -------------------------------- | --------------- |
| 09. | Bob Carmichael Phil Dent         | 2. Runde        |
| 10. | Vijay Amritraj Gene Mayer        | 1. Runde        |
| 11. | Mark Edmondson John Marks        | 2. Runde        |
| 12. | Anand Amritraj Ross Case         | 1. Runde        |
| 13. | Tim Gullikson Tom Gullikson      | Achtelfinale    |
| 14. | Bruce Manson Andrew Pattison     | Viertelfinale   |
| 15. | Pat DuPré Dick Stockton          | 1. Runde        |
| 16. | Colin Dowdeswell Heinz Günthardt | Achtelfinale    |

## Damendoppel

### Setzliste
| Nr. | Paarung                              | Erreichte Runde |
| --- | ------------------------------------ | --------------- |
| 01. | Betty Stöve Wendy Turnbull           | Sieg            |
| 02. | Billie Jean King Martina Navratilova | Finale          |
| 03. | Rosie Casals Chris Evert-Lloyd       | Halbfinale      |
| 04. | Sue Barker Ann Kiyomura              | 1. Runde        |
| 05. | Françoise Dürr Virginia Wade         | 1. Runde        |
| 06. | Dianne Fromholtz Marise Kruger       | Viertelfinale   |

| Nr. | Paarung                          | Erreichte Runde |
| --- | -------------------------------- | --------------- |
| 07. | Ilana Kloss Betty-Ann Stuart     | Achtelfinale    |
| 08. | Kathy Jordan Anne Smith          | 2. Runde        |
| 09. | Laura duPont Sharon Walsh        | 1. Runde        |
| 10. | Regina Maršíková Renáta Tomanová | Achtelfinale    |
| 11. | Tracy Austin Kathy May-Teacher   | Viertelfinale   |
| 12. | Betsy Nagelsen Pam Shriver       | Achtelfinale    |

## Mixed

### Setzliste
| Nr. | Paarung                          | Erreichte Runde |
| --- | -------------------------------- | --------------- |
| 01. | Bob Hewitt Greer Stevens         | Sieg            |
| 02. | Frew McMillan Betty Stöve        | Finale          |
| 03. | Kim Warwick Betsy Nagelsen       | 1. Runde        |
| 04. | Ilie Năstase Renee Richards      | Halbfinale      |
| 05. | Bill Scanlon Martina Navratilova | Halbfinale      |
| 06. | Ben Testerman Billie Jean King   | Achtelfinale    |